# No Limit Records
No Limit Records war ein US-amerikanisches Independent-Label, das 1990 von Master P in Richmond gegründet wurde und später nach New Orleans umzog. Die Produkte des Labels wurden von Priority Records vertrieben. Bekannt wurde es vor allem Mitte bis Ende der 1990er Jahre, als zahlreiche Alben und Singles des Labels in den Billboard-Charts zu finden waren und Gold- und Platinauszeichnungen der RIAA erhielten. Durch diese Erfolge spielte es eine wichtige Rolle in der Verbreitung des Down South.

## Beginn
No Limit Records wurde Ende der 1980er Jahre vom damaligen Studenten der Betriebswirtschaftslehre des Merritt Junior College Oakland, Master P, als Plattenladen in Richmond gegründet. Das Startkapital, 10.000 US-Dollar, erbte er von seinem Großvater. Durch seine Arbeit in dem Laden erfuhr er, dass viele Kunden sehr interessiert an Gangsta-Rap waren – jedoch wandten sich zu dieser Zeit viele Labels von diesem Genre ab, da sie sich nicht der Kontroverse aussetzen wollten, die diese Art der Rap-Musik auf Grund der expliziten Texte auslöste. In diesem Wissen erweiterte er das Konzept des Ladens 1990 und wandelte es in ein Plattenlabel um. Die erste Veröffentlichung war im Jahr darauf sein eigenes Soloalbum Get Away Clean.

## Erfolg
1994 hatte das Label die ersten Verkaufserfolge. Sowohl Master Ps drittes Album The Ghettos Tryin To Kill Me!, als insbesondere auch die Kompilation West Coast Bad Boyz, Vol. 1 waren Underground-Erfolge. Auf dem letztgenannten Album waren unter anderem Rappin’ 4-Tay und E-40 zu hören, kurz bevor sie US-weit bekannt wurden. In der Folge zog das Label nach New Orleans, Master Ps Geburtsort, und baute ein eigenes Produzententeam, Beats by the Pound, auf, das an jeder Veröffentlichung arbeitete. Offizieller Coverdesigner waren Pen & Pixel aus Houston, deren Cover sich durch exzessiven Einsatz von Photoshop mit grellen Farben wilden Motiven auszeichnete. Dadurch wurde ein eigener Stil kreiert, der auf allen Alben gleich war. Auch wurden nun viele Rapper unter Vertrag genommen, deren Alben sehr schnell produziert und veröffentlicht wurden, mitunter innerhalb eines Zeitraums von nur 2 Wochen. Dadurch erschienen innerhalb eines Jahres bis zu 10 Alben des Labels. Das erste Album, das in den Billboard 200 erschien, war schließlich 1995 die Kompilation Down South Hustlers. Der endgültige Durchbruch folgte dann mit Master Ps Album Ice Cream Man, das von der RIAA 1996 die goldene Schallplatte und 2002 sogar eine Platin-Schallplatte erhielt. Daraufhin verkauften sich auch die anderen Künstler des Labels ähnlich gut, obwohl deren Musik nur selten im Radio oder im Fernsehen gespielt wurde.
Große Aufmerksamkeit bekam das Label, als sie den Rap-Star Snoop Dogg von Death Row abgeworben haben. Für die Vertragsauflösung hat Master P mehrere Millionen an Death Row Records gezahlt. Dafür hat Master P Suge Knight, der damals im Mule Creek State Prison eine Gefängnisstrafe verbüßte, besucht, um mit ihm über Snoop Dogg zu verhandeln. Dies sorgte für große Aufmerksamkeit.

## Ende
Mit Beginn der 2000er Jahre ließ der Erfolg rasch nach, da zum Teil bekanntere Rapper des Labels dieses verließen und, wie Mystikal, dennoch Erfolg hatten. Bald bestand das Label quasi nur noch aus Master P und seinen Familienangehörigen und vielen anderen, neu aufgenommenen Künstlern, die nicht so gut bei den Kunden ankamen. Master P schloss daraufhin das Label. Später gründete er es als Imprint von Koch Records unter dem Namen The New No Limit Records neu.

## Neustart
Anfang 2014 wurde das Musiklabel No Limit Records unter dem Namen No Limit Forever weitergeführt. Master P veröffentlichte im Januar 2014 bereits mehrere neue Musikvideos unter dem neuen Musiklabel No Limit Forever.